# Jelení hora
Jelení hora är en kulle i Tjeckien.   Den ligger i regionen Ústí nad Labem, i den nordvästra delen av landet, 100 km väster om huvudstaden Prag. Toppen på Jelení hora är 993 meter över havet.